# ЕТА
ЕТА (баск. «Euskadi Ta Askatasuna»; укр. «Країна басків та свобода») — одна з найстаріших терористичних організацій Європи, створена в 1959-му, як рух студентського опору. Молодь виступала проти диктатури генерала Франко та його намагань знищити культуру і традиції басків. ЕТА швидко переросла у воєнізоване угруповання і сформулювала мету — незалежність Країни Басків.
Після смерті диктатора Франко — організація залишилася і підпала під вплив радянського КДБ, який координував і спрямовував цілу мережу терористичних організацій у Європі та на Близькому Сході — від Ірландської республіканської армії до Організації визволення Палестини. ЕТА вимагала державної незалежності для семи провінцій двох держав: 4 іспанських та 3 французьких — загалом більше 20.000 км² у західній частині Піренеїв. ЕТА використовувала терор — за понад 40 років своєї діяльності бойовики ЕТА вбили 860 людей і поранили тисячі. У 1989, 1996, 1998, 2006, 2010 роках, 2012
ЕТА заявляла про припинення вогню та продовження боротьби політичними мирними методами. В квітні 2017 вона заявила про своє повне роззброєння. У травні 2018 стало відомо, що ЕТА вирішила оголосити про завершення її історичного циклу і діяльності, поклавши кінець своєму існуванню.

## Історія

### Початки діяльності (1959—1968)

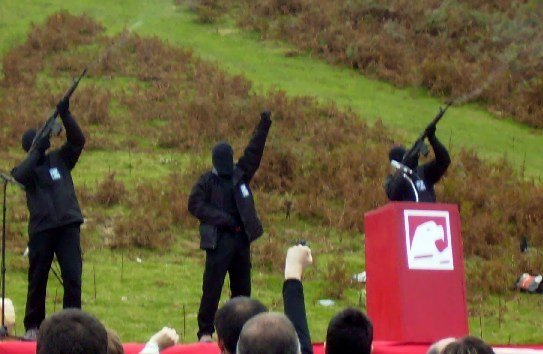
Члени ЕТА дають сальву на честь Дня баскського солдата

Вже у перші роки своєї діяльності організація влаштувала вибухи бомб у кількох баскських містах. Однак, ці перші терористичні акти минули без людських жертв. Від моменту створення ЕТА в ній були присутні певні розбіжності в поглядах поміж членства. Відтак виникають два організаційні крила: помірковане, що змагається до здобуття Країною Басків автономії та радикальне, що прагне лише повної незалежності.
Обидва організаційні крила виголошували соціалістичні гасла та мали ліву економічну платформу. У 1961 році ЕТА здійснила спробу підриву потягу, що перевозив ветеранів-франкістів періоду громадянської війни. Операція провалилась, однак звернула увагу служб безпеки на діяльність організації. Розпочались репресії супроти організації: поліцейські облави, стоп-контроль на дорогах, обшук помешкань. У 1966 році очільники ЕТА оголосили чотири напрямки роботи організації: культурний, робітничий, політичний та військовий. Однак, саме останній напрямок став найвиразнішим.

### Перші жертви та процеси (1968—1975)
Двома роками пізніше, у 1968-му році від рук ЕТА загинула перша людина. Жертвою став поліцейський, що намагався зупинити автомобіль, в якому знаходився провідник ЕТА — Чабієго Ечебар'єтте. Кількома годинами пізніше від рук поліцейських загине сам провідник. Декількома тижнями по тому ЕТА виконала замах на шефа поліції в Гуіпузцоа, що славився нелюдським поводженням з заарештованими баскськими діячами. Поліція відповіла на замах запровадженням надзвичайного стану та арештом всього проводу ЕТА а також сотень інших басків. Відтак у 1970-х починаються численні судові процеси над активістами-басками, що забезпечили їм широку відомість у всьому світі.
20 грудня 1973 року від вибуху, влаштованого бойовиками ЕТА, загинув прем'єр-міністр Іспанії та близький соратник генерала Франко Луїс Карреро Бланко.

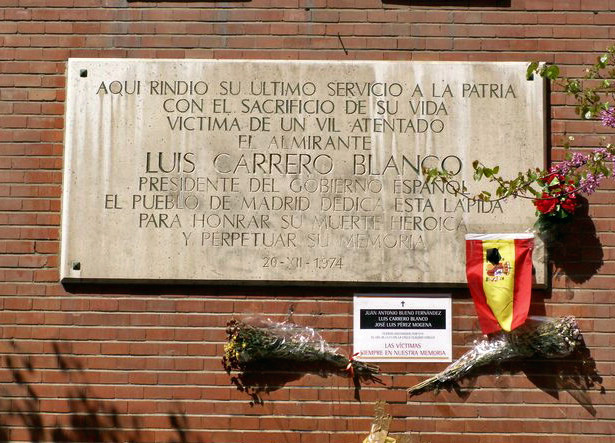
Меморіальна дошка на місці вбивства Луїса Карреро Бланко

### Зміни і смерть Франко (1975—1982)
Невдовзі після замаху на Луїса Карреро Бланко ЕТА розкололась на два угрупування: поміркована ЕТА (політично-військова) та радикальна (військова), що також перебрала собі назву ЕТА (в). У 1975 році репресії не вщухали ані супроти самостійників, ані супроти більш поміркованих автономістів. Були здійснені навіть декілька смертних вироків. Але 20 листопада смерть забрала генерала Франко. Згідно з його заповітом владу обійняв принц Хуан Карлос, прихильник демократії. В Іспанії розпочались зміни. Результатом суспільно-політичних перетворень пост-тоталітарної країни стало набуття в березні 1980-го року автономії Країною Басків. Вже у 1982 році ЕТА політично-військово оголосила, що, оскільки головна її ціль досягнута, вона відмовляється від застосування терору. Однак ЕТА військова не похитнулась у своїх переконаннях.
26 червня 1979 року ЕТА зробила спробу підриву вежі святилища Марії Торреціудад, за яким доглядала католицька організація Опус Деі.

### Нова хвиля замахів (1982—1988)

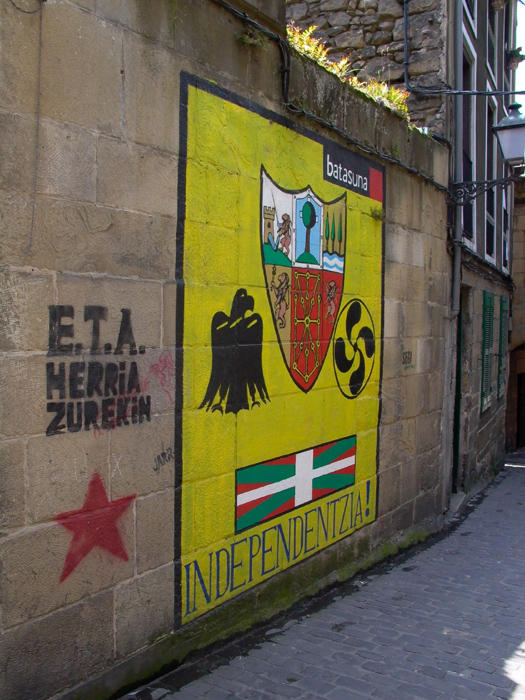
Графіті у м. Пасая: «Ета, народ з тобою!»

Тактика ЕТА полягала у ретельній підготовці вбивств та бомбових підривів. За кожною жертвою встановлювався нагляд, її поведінку уважно вивчали. Протягом 80-ти років жертвами терористів ставали переважно поліцейські (дві третини жертв). Решту становили цивільні, політики та військові. Поза тим часто уживались інші способу протесту: підпали, вибивання віконних шибок, вуличні страйки. ЕТА підтримувала зв'язок з ІРА та деякими арабськими угрупуваннями, наприклад з Хамасом. Бойовики ЕТА пройшли підготовку у Лівії та Лівані. У 1980-х роках ЕТА налічувала від 200 до 500 осіб, об'єднаних у ланки по п'ять чоловік у кожній. Не всі брали участь у замахах, багато активістів були постачальниками та кур'єрами.
Гроші на діяльність організації надходили від крадіжок, грабунків та «революційного податку», яким обкладають баскських підприємців. Організація використовувала баскські провінції у Франції (Північну Країну Басків) як свій тил. До Північної Країни Басків також тікали розконспіровані члени. Для знищення організації іспанська влада вживала не лише поліцейські засоби. Від 1983 року іспанська влада створила спеціальну ударну групу з вищих поліцейських чинів, які виконували замахи на активістів ЕТА. Цією групою було ліквідовано 28 активістів організації. Кілька років потому кількість жертв ударної групи збільшилась до 80. Іспанська поліція нав'язала тісний зв'язок з французькими правоохоронцями. Антитерористичні заходи по обидва боки кордону: облави, засідки, заслання інформаторів, провокації, — значно послабили ЕТА. У 1987 році ЕТА провела свій найкривавіший замах — у гаражі комерційного центру Хіперцор вибухнула бомба, що забрала 22 особи.
У 1983-86 роках за негласної підтримки іспанського уряду діяла парамілітарна організація Антитерористичні групи звільнення, метою яких було знищення лідерів ЕТА на території Північної Країни Басків.

## Теракти
Організація неодноразово використовувала у своїй боротьбі замахи на іспанських політиків. На рахунку ЕТА — смерть іспанського прем'єра Луїса Карреро Бланко та ще кількох іспанських політиків. Від рук сепаратистів свого часу мало не загинув колишній прем'єр країни Хосе Марія Аснар. У перервах члени ЕТА підривали машини в людних місцях, наприклад, перед супермаркетом у Барселоні чи біля готелів у курортних містечках.

### 1961—2000

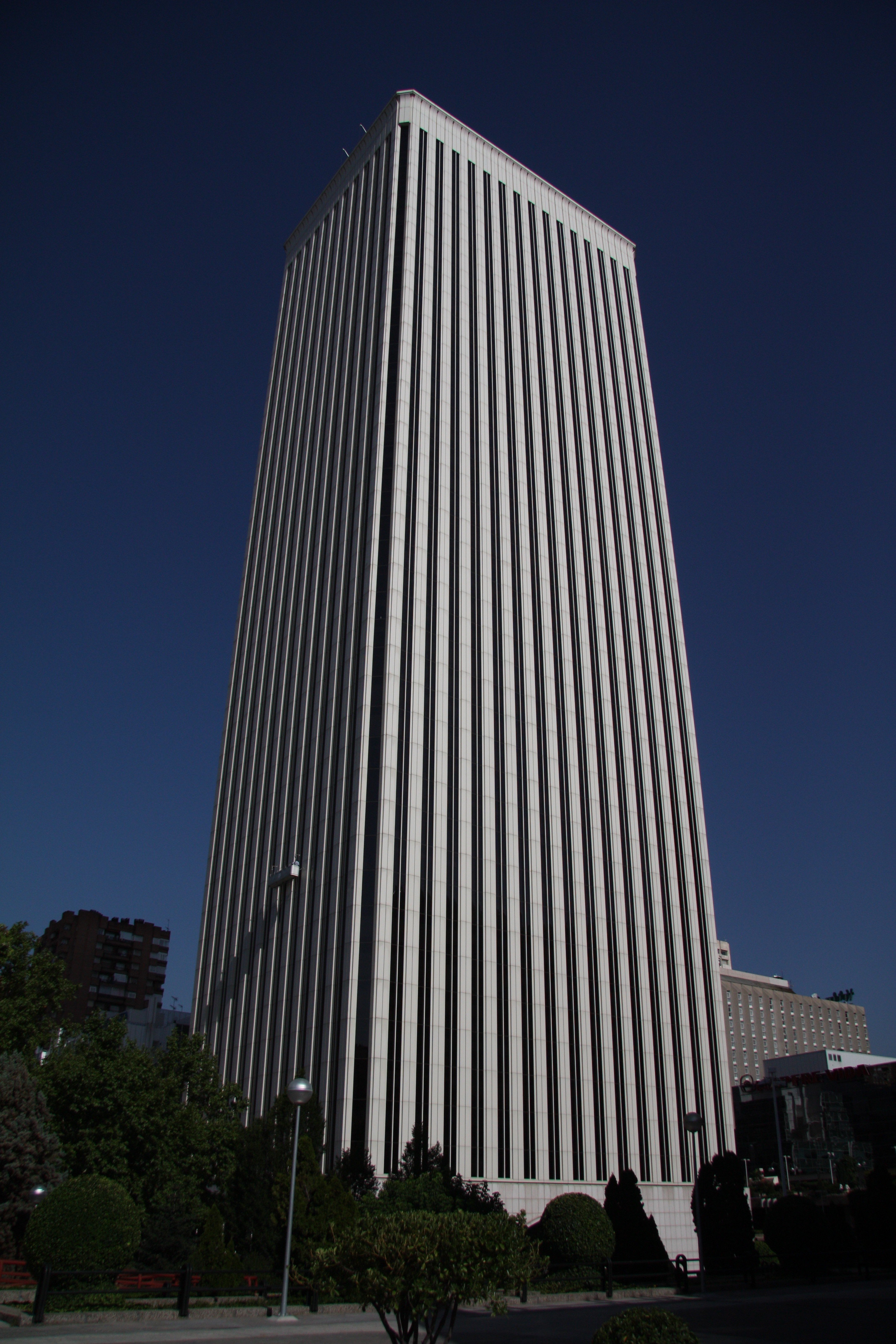
Вежа Пікассо, яку в грудні 1999 намагались підірвати бойовики ЕТА

- 1961 — перший напад ЕТА, невдала спроба пустити потяг під укіс.
- 1968 — Мелітун Манзанас — агент поліції у баскському місті Сан-Себастіан вбитий бойовиками.
- 20 грудня 1973 — смертний вирок прем'єр-міністрові Луїсу Карреро Бланку було втілено бойовиком ЕТА в Мадриді.
- 13 вересня 1974 — від вибуху бомби в ресторані «Rolando» в Мадриді гине 12 цивільних осіб.
- вересень 1985 — перша автомобільна бомба ЕТА вбиває в Мадриді громадянина США і ранить 16 цивільних охоронців.
- 14 липня 1986 — автомобільна бомба в Мадриді вбиває 12 і ушкоджує 50 чоловік.
- 19 червня 1987 — вибух бомби у торговельному центрі Хіперцор в Барселоні забирає життя 21 цивільної особи. Дістали поранення 45 чоловік між якими були й діти.
- 11 грудня 1987 — поблизу пункту цивільної охорони у Сарагосі вибухає автомобіль, начинений 250 кг вибухівкою. Внаслідок тератку загинуло 11 чоловік, ще 40 дістали поранення.
- 29 травня 1991 — бомба вагою 70 кг, закладена в автомобіль вибухає в пункті цивільної охорони міста Віц. Оскільки пункт цивільної охорони знаходився поблизу школи, внаслідок вибуху гине 10 чоловік поміж яких 4 дітей, і 28 чоловік дістають ушкодження.
- 21 червня 1993 — бомба, захована у військовий фургон вбиває 6 солдат, одного цивільного та калічить 20 чоловік у Мадриді.
- 1995 — зазнала невдачі спроба замаху на Короля Іспанії Хуана Карлоса.
- 19 квітня 1995 — замах на лідера реакційної опозиції Хосе Марія Аснара. У результаті вибуху 40 кг бомби гине один з пасажирів броньованої машини в якій сидів Аснар. Сам політик залишається живим.Вежа Пікассо, яку в грудні 1999 намагались підірвати бойовики ЕТА
- 11 грудня 1995 — від вибуху бомби у військовому фургоні в Мадриді гине шестеро цивільних, що працювали на Міністерство оборони.
- 17 січня 1996 — викрадений Хосе Антоніо Ортега Лара — держслужбовець. В обмін на чиновника ЕТА вимагає випустити на свободу ув'язнених бойовиків організації. Ортега Лара буде знайдений та звільнений поліцією лише 1 липня 1997 року. Це найдовше в історії Іспанії викрадення людини.
- 10 липня 1997 — викрадення баскського політика Мігеля Ангела Бланка. Внаслідок викрадення 6 мільйонів іспанців виходить на вулиці та беруть участь у демонстраціях проти ЕТА. Організація вимагає протягом 48 годин перевести всіх в'язнів-бойовиків ЕТА до в'язниць на території Країни Басків. Заручника страчують 13 липня після відмови уряду Іспанії виконати вимогу ЕТА.
- 21-22 грудня 1999 — іспанська цивільна охорона перехоплює фургон на межі Мадрида, у якому їдуть члени ЕТА. У фургоні 950 кг вибухової речовини. Наступного дня неподалік від попереднього місця арешту зупиняють інший фургон, нашпигований 750 кг вибухівки. Інцидент відомий під назвою «караван смерті». Незабаром ЕТА підтверджує про зрив їхнього плану: за допомогою 1 700 кг вибухівки підірвати Вежу Пікассо.
- 18 грудня 2000 — бомба, закладена в ліфт факультету журналістики Університету Країни Басків в Лейона, була вчасно виявлена професором. Вибуховий пристрій вчасно знешкодив охоронець Університету Едуарне Уріарте.

### 2000
- 9 січня не вибухнула бомба на кладовищі міста Зараутз, коли члени Народної Партії (Partido Popular) відвідували могилу свого однопартійця Хосе Ігнасіо Іруретагоєна, вбитого бойовиками ЕТА у 1999 році. Бомба знешкоджена поліцією.[6]
- 10 січня — два наплічники, начинені 6 кг вибухівки кожен вибухнули у каталонському місті Гірона. Внаслідок вибухів ніхто не постраждав, однак було заподіяно великих збитків урядовій установі, що знаходилась поруч. Того ж дня поліція заарештувала двох бойовиків ЕТА.
- 15 січня — вибух у Більбао. Без жертв.
- 20 січня — два вибухи в Більбао поблизу будинків, в яких мешкали поліцейські. Ніхто не постраждав.[6]
- 22 січня — знешкодження вибухового пристрою у Біскаї.[6]
- 24 січня — ЕТА намагається вбити іспанського військового Хосе Луїса Діаза Парея, підклавши бомбу під його автомобіль. Бомба була знешкоджена поліцією.[6]
- 26 січня — Рамон Діаз Гарсіа, морський кухар, гине від вибуху його машини біля штабу армії, де він працював у районі Сан-Себастіан. Також поранення дістали дві людини.[6]
- 31 січня — вибух у Пасая. Без жертв, з великими матеріальними збитками.[6]
- 3 лютого — у Сан-Себастіані згорів поштовий офіс, закиданий десятками коктейлів Молотова.[7]
- 12 лютого — 40 кг динаміту, закладених в авто, знешкоджені в м. Мадриді.
- 18 лютого — син та дружина відомого іспанського політика Жосеба Маркайда дістали легкі ушкодження після закидання їхнього будинку коктейлями Молотова.
- 22 лютого — дві жертви вибуху у Сан-Себастіані, троє осіб дістали поранення.
- 28 лютого — три напади за один день у Країні Басків:
  - Поліція знешкодила бомбу розміщену в м. Цінтруеніґо (Наварра). ЕТА сама попередила владу про закладання бомби.
  - Невідомий чоловік залишає наплічник у поштовому відділені у Хернані. Пошта рознесена бомбою.
  - Бомба вибухає у відділенні банку BBVA в місті Ондарроа.
- 9 березня — група бойовиків, можливо членів ЕТА, захопила дев'ятьох заручників у місті Греноблі та утримувала їх протягом декількох годин.
- 10 березня — у баскському місті Хернані від вибуху бомби гине поліцейський. Декількома годинами пізніше вибухає бомба у поштовому відділені Беасаін, що, однак, призвела лише до ушкодження будівлі.

## Політичне крило— «Батасуна»
Організація має своє політичне крило — спочатку створену у 1978 р. партію Herri Batasuna (HB, «народний союз»), а з 23 травня 2001 перейменовану у «Батасуна», яка була заборонена в Іспанії 2003 р. Партія «Батасуна» відмовилась закривати свої офіси за рішенням суду, тому поліція була змушена брати ці офіси штурмом. «Батасуна» завжди заперечувала будь-які зв'язки з ЕТА і називала себе посередником у діалозі влади та баскських радикалів. Проте, ці аргументи не стали переконливими для іспанського уряду.

## Роззброєння
8 квітня 2017 ЕТА почала добровільне, заздалегідь анонсоване повне роззброєння. Церемонія роззброєння проходить у французькому місті Байонна на півдні Франції. ЕТА виявила готовність здати всю наявну в неї стрілецьку зброю, боєзапаси та вибухівку. Керівництво організації повідомило французьку поліцію про місце знаходження 12 таємних складів зброї на південному заході Франції.